# Gigantomiris
Gigantomiris is een geslacht van wantsen uit de familie van de Miridae (Blindwantsen). Het geslacht werd voor het eerst wetenschappelijk beschreven door Miyamoto & Yasunaga in 1988.

## Soorten
Het genus is monotypisch en bevat alleen de volgende soort:

- Gigantomiris jupiter Miyamoto & Yasunaga, 1988